# Fylde (district)
Fylde is een Engels district in het shire-graafschap (non-metropolitan county OF county) Lancashire en telt 80.000 inwoners. De oppervlakte bedraagt 166 km².
Van de bevolking is 22,8% ouder dan 65 jaar. De werkloosheid bedraagt 2,0% van de beroepsbevolking (cijfers volkstelling 2001).

## Civil parishesin district Fylde
Bryning-with-Warton, Elswick, Freckleton, Greenhalgh-with-Thistleton, Kirkham, Little Eccleston-with-Larbreck, Medlar-with-Wesham, Newton-with-Clifton, Ribby-with-Wrea, Saint Anne's on the Sea, Singleton, Staining, Treales, Roseacre and Wharles, Weeton-with-Preese, Westby-with-Plumptons.